# Ozourguéti (municipalité)
La municipalité d'Ozourguéti (en géorgien : ოზურგეთის მუნიციპალიტეტი) est un district de la région Gourie, en Géorgie, dont la ville principale est Ozourguéti. On y trouve aussi la station balnéaire de Shekvetili.
Il compte 48 000 habitants au 1er janvier 2016 selon l'Office national des statistiques de Géorgie.    